# Mateo Maccari
Mateo Ignacio Maccari (n. Rosario, provincia de Santa Fe, Argentina; 29 de diciembre de 2000) es un futbolista argentino. Juega de volante y su equipo actual es Deportivo Cuenca de la Serie A de Ecuador.

## Carrera

### Newell's Old Boys
Maccari debutó en Newell's Old Boys, equipo de su ciudad, el 14 de noviembre de 2020 en la victoria 2-4 sobre Lanús, ingresando a los 41 minutos del segundo tiempo por Francisco González. En la Lepra jugó 10 partidos.

### Agropecuario
Agropecuario, equipo de la Primera Nacional, fue el destino de Maccari para seguir teniendo minutos. Debutó en el Sojero el 12 de febrero de 2022 en la derrota por 1-0 contra Deportivo Madryn.

## Estadísticas

### Clubes
- Actualizado hasta el 18 de agosto de 2025.

| Newell's Old Boys Argentina | 1.ª                 | 2020                | -  | - | 1 | 0 | - | - | 1  | 0 | 0,00 |
| Newell's Old Boys Argentina | 1.ª                 | 2021                | 9  | 0 | 0 | 0 | 0 | 0 | 9  | 0 | 0,00 |
| Newell's Old Boys Argentina | Total club          | Total club          | 9  | 0 | 1 | 0 | 0 | 0 | 10 | 0 | 0,00 |
| Agropecuario Argentina | 2.ª                 | 2022                | 25 | 0 | 3 | 0 | - | - | 28 | 0 | 0,00 |
| Agropecuario Argentina | Total club          | Total club          | 25 | 0 | 3 | 0 | - | - | 28 | 0 | 0,00 |
| Chaco For Ever Argentina | 2.ª                 | 2023                | 27 | 1 | 3 | 0 | - | - | 30 | 1 | 0.03 |
| Chaco For Ever Argentina | 2.ª                 | 2024                | 8  | 0 | 0 | 0 | - | - | 8  | 0 | 0,00 |
| Chaco For Ever Argentina | Total club          | Total club          | 35 | 1 | 3 | 0 | - | - | 38 | 1 | 0.03 |
| Deportivo Cuenca · Ecuador | 1.ª                 | 2025                | 6  | 0 | 0 | 0 | - | - | 6  | 0 | 0,00 |
| Deportivo Cuenca · Ecuador | Total club          | Total club          | 6  | 0 | 0 | 0 | - | - | 6  | 0 | 0,00 |
| Total en su carrera | Total en su carrera | Total en su carrera | 75 | 1 | 7 | 0 | 0 | 0 | 82 | 1 | 0.01 |
| (1) Las copas nacionales se refiere a la Copa Argentina y la Copa de la Liga Profesional. (2) Las copas internacionales se refiere a la Copa Libertadores y a la Copa Sudamericana. (3) Media de goles por encuentro. No incluye goles en partidos amistosos. |                     |                     |    |   |   |   |   |   |    |   |      |